# Hedychrum viridilineolatum
Hedychrum viridilineolatum is een vliesvleugelig insect uit de familie van de goudwespen (Chrysididae). De wetenschappelijke naam van de soort is voor het eerst geldig gepubliceerd in 1993 door Kilimnik.